# Lindsay Anderson
Pour les articles homonymes, voir Anderson.
Lindsay Anderson (Bangalore, Inde, 17 avril 1923 - Angoulême, 30 août 1994) est un metteur en scène de théâtre et de cinéma, documentariste  et critique britannique. Il fut un des animateurs du Free cinema anglais, avec Karel Reisz et Tony Richardson.

## Biographie et carrière
Cet ancien journaliste de cinéma est surtout connu pour avoir réalisé If...., l'un des films les plus marquants du cinéma britannique, qui remporta la Palme d'or du Festival de Cannes en 1969. Il réalisa par la suite Le Meilleur des mondes possible (O Lucky Man !, 1973), Britannia Hospital (1982) (où l'on retrouve l'acteur Malcolm McDowell révélé par If....) et Les Baleines du mois d'août (The Whales of August, 1987).

### Enfance et études
D'ascendance écossaise, fils d'un officier de la marine britannique, il est né en Inde du Sud, à Bangalore, et fréquenta le Cheltenham College, où il rencontra son ami et biographe, le scénariste et romancier Gavin Lambert ; plus tard, il fit des études classiques au Wadham College, à Oxford, puis étudia la littérature anglaise au Magdalen College, toujours à Oxford.
Une fois ses études achevées, Anderson travailla pendant la dernière année de la Seconde Guerre mondiale comme cryptographe pour les services de renseignements, au Wireless Experimental Centre, à Delhi.

### Critique et théoricien
Avant de se lancer dans le cinéma, Anderson fut un critique de premier ordre pour l'influent magazine Sequence (1947-52), dont il fut le cofondateur avec Gavin Lambert et Karel Reisz ; plus tard, il devait également écrire dans Sight & Sound, la revue du British Film Institute et dans l'hebdomadaire politique de gauche le New Statesman. Dans l'un de ses premiers articles polémiques, resté célèbre, Stand Up, Stand Up, il esquissait les grandes lignes de ses théories concernant l'avenir du cinéma britannique.
En 1950, Anderson fit la connaissance de John Ford, ce qui déboucha sur l’un des ouvrages les plus importants concernant ce réalisateur About John Ford (1981). Basé sur une demi-douzaine d’entretiens réalisés sur une période couvrant plus de deux décennies, et sur une vie d’étude de l’œuvre de Ford, le livre a été décrit comme l’« un des meilleurs livres sur un cinéaste jamais publié par un autre cinéaste ». De ce qui ressort de la lecture des écrits d’Anderson, une autre de ses influences majeures fut Humphrey Jennings, le grand documentariste britannique de la Seconde Guerre mondiale.
À la suite d'une série de projections, organisée au National Film Theatre, de courts-métrages produits de façon indépendante par lui-même, Karel Reisz et d’autres, il développa une philosophie du cinéma qui trouva son expression dans le mouvement aujourd’hui connu sous le nom de Free Cinema, qui vit le jour en Grande-Bretagne à la fin des années 1950. Elle partait de l'idée que le cinéma devait se libérer de ses attitudes de classes et que la ou les classes laborieuses avaient le droit de visibilité sur les écrans britanniques.

### Débuts de cinéaste
Avec Karel Reisz, Tony Richardson, et d’autres, ils rassemblèrent des fonds provenant de différentes sources (dont la succursale de la société Ford en Grande-Bretagne) et chacun d’eux réalisa une série de courts-métrages documentaires socialement novateurs sur plusieurs sujets différents. L’un des premiers courts-métrages d’Anderson, Thursday's Child, sur une école pour enfants sourds, remporte l’Oscar du meilleur court-métrage documentaire en 1954.
Ces films, réalisés dans la tradition des documentaires britanniques des années 1930 par des réalisateurs tels que John Grierson, sont très annonciateurs du réalisme social du cinéma britannique qui fit son apparition dans les années 1960. C'est dans cette optique qu'Anderson signe son premier long-métrage Le Prix d'un homme (This Sporting Life, 1963). Scénarisé par David Storey, qui adapte son propre roman, le film raconte l'ascension sociale d'un mineur, joué par Richard Harris, qui tente d'échapper à sa condition en devenant joueur de rugby à XIII. D'autres longs-métrages produits en Angleterre à cette époque, comme Samedi soir, dimanche matin de Karel Reisz ou La Solitude du coureur de fond de Tony Richardson, se situent aussi dans cette lignée et constituent les films phares du Free Cinema.

### La trilogie de «Mick Travis»
Ce pour quoi Anderson reste le plus connu, cependant, c’est sa trilogie de « Mick Travis », trois longs-métrages avec Malcolm McDowell dans le rôle de Travis : If..., Le Meilleur des mondes possible (O Lucky Man !) et Britannia Hospital.
Le premier volet de la trilogie, If..., marque l'Histoire du cinéma anglais et reste le film le plus célèbre d'Anderson. Charge virulente visant l'éducation anglaise, le film se situe dans la lignée du Zéro de conduite de Jean Vigo. If  est présenté au festival de Cannes en 1969 et y décroche la Palme d'Or.
En même temps qu’il tenait à ce que ce soit Malcolm McDowell qui interprète le personnage de Travis, Anderson insista toujours pour qu’Arthur Lowe, acteur « de genre » britannique, célèbre pour son rôle du capitaine Mainwaring dans Dad's Army, un  feuilleton de la BBC qui connut un certain succès, fît partie de la distribution de ses films. C’est ainsi que Lowe apparaît dans If..., Le Meilleur des mondes possible et dans Britannia Hospital.

### Activités théâtrales
Anderson fut également un directeur de théâtre d’importance en Grande-Bretagne. Longtemps, il fut associé avec le Royal Court Theatre de Londres, où il exerça la fonction de codirecteur en 1969-70, et de directeur artistique associé en 1971-75, et pour lequel il créa, entre autres, les pièces de David Storey.

### Fin de carrière
Anderson revint à ses racines de documentariste en 1985, lorsque le producteur Martin Lewis l’invita à faire la chronique de la toute première visite en Chine des artistes du groupe de musique pop Wham!. Cela se traduisit par le film d’Anderson : Foreign Skies : Wham ! In China.
Par la suite, Anderson se rend aux États-Unis pour y tourner son premier film américain, Les Baleines du mois d'août, qui est présenté hors compétition au Festival de Cannes en 1987. Œuvre intimiste très éloignée des satires virulentes comme If... ou Britannia Hospital, le film adapte une pièce de théâtre de David Berry et met en vedette des vétérans de Hollywood comme Vincent Price, Ann Sothern, Bette Davis et Lillian Gish, qui fût la muse de D. W. Griffith au temps du muet.
Anderson reste aux États-Unis, et retrouve sa verve satirique, pour son film suivant, Glory ! Glory ! qu'il tourne pour la chaine de télévision payante Home Box Office et qui porte sur le milieu des télévangélistes.
Anderson était un ami proche de l’actrice Jill Bennett qui se suicida en 1990 et, en 1992, il intégra un épisode émouvant dans Is That All There Is ?, son film autobiographique réalisé pour la BBC : on y voit un bateau descendre la Tamise, avec à son bord plusieurs collègues et amis de l'actrice, et les cendres de celle-ci sont répandues sur l’eau pendant que le musicien Alan Price chante la chanson Is That All There Is ?
Tous les ans, le Festival international du film documentaire d’Amsterdam (IDFA) donne à un cinéaste réputé l'opportunité d'établir la programmation de ses 10 films favoris. En 2007, le réalisateur iranien Maziar Bahari choisit O Dreamland et Everyday Except Christmas dans sa liste des 10 plus grands classiques de l’histoire du documentaire.

## Filmographie
fictions
- 1963 : Le Prix d'un homme (This Sporting Life)
- 1967 : The White Bus
- 1968 : If....
- 1973 : Le Meilleur des mondes possible (O Lucky Man !)
- 1975 : In Celebration
- 1979 : Look Back in Anger, coréalisé avec David Hugh Jones et Ted Craig
- 1982 : Britannia Hospital
- 1987 : Les Baleines du mois d'août (The Whales of August)

documentaires
- 1948 : Meet the Pioneers
- 1949 : Idlers at Work
- 1952 : Trunk Conveyor
- 1952 : Wakefield Express
- 1951 : Three Installations
- 1953 : O Dreamland
- 1954 : Thursday's Children, coréalisé avec Guy Brenton
- 1955 : Foot and Mouth
- 1955 : Energy First
- 1955 : £20 a Ton
- 1955 : A Hundred Thousand Children
- 1955 : The Children Upstairs
- 1955 : Henry
- 1955 : Green and Pleasant Land
- 1957 : Every Day Except Christmas
- 1967 : The Singing Lesson
- 1986 : Wham ! In China : Foreign Skies ou Wish You Were There
- 1993 : Is That All There Is ?

télévision
- 1956 : The Adventures of Robin Hood (série télévisée, 4 épisodes)
- 1968 : NET Playhouse (série télévisée, 1 épisode)
- 1972 : Play for Today (série télévisée, 1 épisode)
- 1979 : The Old Crowd
- 1989 : Glory ! Glory !

## Ouvrages publiés
- Lindsay Anderson, About John Ford, éd. Plexus, Londres, 1981. Edition française : John Ford, éd. Ramsay, Collection Ramsay Poche Cinema, numéro 127, janvier 1994, 326 pages,  (ISBN 2-8411-4041-5)